# Vishnupriya (atriz)
Vishnupriya Ramachandran Pillai, também conhecida simplesmente como Vishnupriyao ou Vishnu priya (22 de fevereiro de 1987) é uma atriz bareinita, que vive na Índia do sul, onde filma cinema. Também é bailarina e modelo.
Começou sua carreira participando num reality show de dança Vodafone Thakadimi que se emitiu em Asianet. Em 2007, fez a sua estreia como atriz através de Speed Track,  interpretando uma personagem secundária, e mais tarde interpretou a personagem principal em Keralotsavam 2009, e se fez notar por sua personagem em Penpattanam, tendo depois passado a desempenhar papéis principais e secundários em vários filmes. Sua entrada na indústria Tâmil foi através de Naanga. Em 2013, apresentou-se   no show de AMMA. Também participou no reality show Star Challenge na Flowers TV.

## Biografia
Vishnupriya nasceu e cresceu em Baréin. Finalizou seus estudos em "The Indian School", Baréin, e completou uma licenciatura em Administração de Empresas no "Centro Internacional de Tecnologia Birla". Participou em vários concursos e ganhou o campeonato inter-escolar de Bharata Natyam durante seus dias de escola. Além de dançar, também tem feito algumas obras de teatro.

## Filmografia
Actuação
| Ano  | Filme                          | Papel              | Idioma   | Director        |
| ---- | ------------------------------ | ------------------ | -------- | --------------- |
| 2007 | Speed Track                    | Smitha             | Malaiala |                 |
| 2007 | Rathri Mazha                   | Amiga de Meera     | Malaiala |                 |
| 2009 | Keralotsavam 2009              | Ganga              | Malaiala |                 |
| 2010 | Penpattanam                    | Raji               | Malaiala |                 |
| 2011 | Makaramanju                    | Cantor             | Malaiala | Lenin Rajendran |
| 2011 | Naanga                         | Devi               | Tâmil    |                 |
| 2012 | Crime Story                    | Meera              | Malaiala |                 |
| 2012 | Naughty Professor              | Ela mesma          | Malaiala |                 |
| 2012 | Puthumukhangal Thevai          | -                  | Tamil    |                 |
| 2012 | Banking Hours 10 to 4          | Pooja              | Malaiala |                 |
| 2013 | Proprietors: Kammath & Kammath | Filha de Thirumeni | Malaiala |                 |
| 2013 | Lisammayude Veedu              |                    | Malaiala |                 |
| 2013 | Police Mamman                  | Anjana             | Malaiala |                 |
| 2014 | God's Own Country              | Lekha              | Malaiala |                 |
| 2016 | Kadhantharam                   | Sivani             | Malaiala |                 |

## Televisão
- Vodafone Thakadhimi (Asianet) como concorrente.
- Aarppo erro (Kairali TV) como juíza substituindo a Shamna Kasim.
- Star challenge (Flowers TV) como participante.